# Ahmed Mohamed Abdelkader Radwan
Ahmed Mohamed Abdelkader Radwan, někdy uváděn jako Ahmed Hamdy, (* 23. května 1999, Káhira) je egyptský fotbalový záložník. Mimo Egypt působil na klubové úrovni v Česku.

## Klubová kariéra
Abdelkader je odchovancem největšího egyptského klubu, Al-Ahly SC. V únoru 2018 přestoupil do pražské Sparty. V sezoně 2018/19 odehrál v Juniorské lize 21 zápasů, připsal si 5 gólů. Pro sezonu 2019/20 byl zapsán na soupisku obnoveného „B“ týmu Sparty. V tom debutoval 18. srpna 2019 v utkání 2. kola proti Královu Dvoru, když v 82. minutě střídal Radima Prokopce. V následujícím kole, hraném na hřišti Benešova odehrál o 10 minut více. V základní sestavě sparťanské rezervy nastoupil 8. září v 5. kole proti Slavii Karlovy Vary, odehrál celé utkání. Poslední zápas odehrál 20. října proti FC Písek, kdy opět nastoupil na závěrečných 20 minut. To bylo naposledy, kdy za sparťanskou rezervu nastoupil, a po konci sezony se vrátil do mateřského Al-Ahly SC.
V listopadu 2020 odešel na roční hostování do Smouha Sporting Club, hrajícím první egyptskou ligu. Od ledna nastupoval pravidelně v základní sestavě, ve 27 utkáních si připsal celkem 9 gólů. Ligový debut za mateřské Al-Ahly odehrál 27. října 2021, kdy nastoupil do druhého poločasu 1. kola proti Ismaily SC; ve stejném zápase si připsal premiérový gól.